# Clarke County (Mississippi)
Clarke County is een county in de Amerikaanse staat Mississippi.
De county heeft een landoppervlakte van 1.790 km² en telt 17.955 inwoners (volkstelling 2000). De hoofdplaats is Quitman.

## Bevolkingsontwikkeling

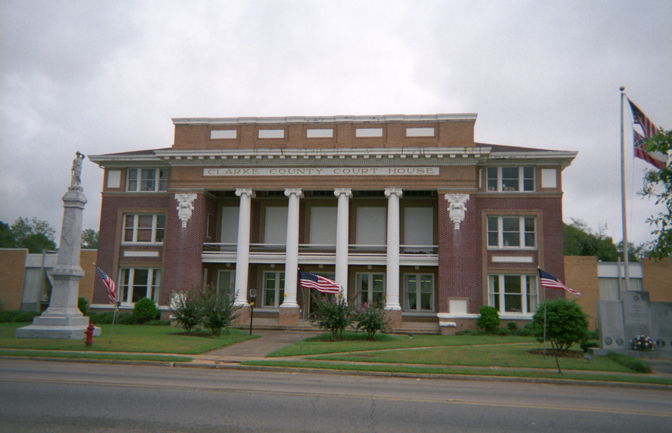
Clarke County Courthouse